# Labordia lorenceana
Labordia lorenceana är en tvåhjärtbladig växtart som beskrevs av K.R.Wood, W.L.Wagner och T.J.Motley. Labordia lorenceana ingår i släktet Labordia och familjen Loganiaceae. Inga underarter finns listade i Catalogue of Life.